# イル＝リソルジメント
イル＝リソルジメント（イタリア語: Il Risorgimento）は、サルデーニャ王国でかつて発刊されていた政治・社会系日刊新聞である。

## 歴史

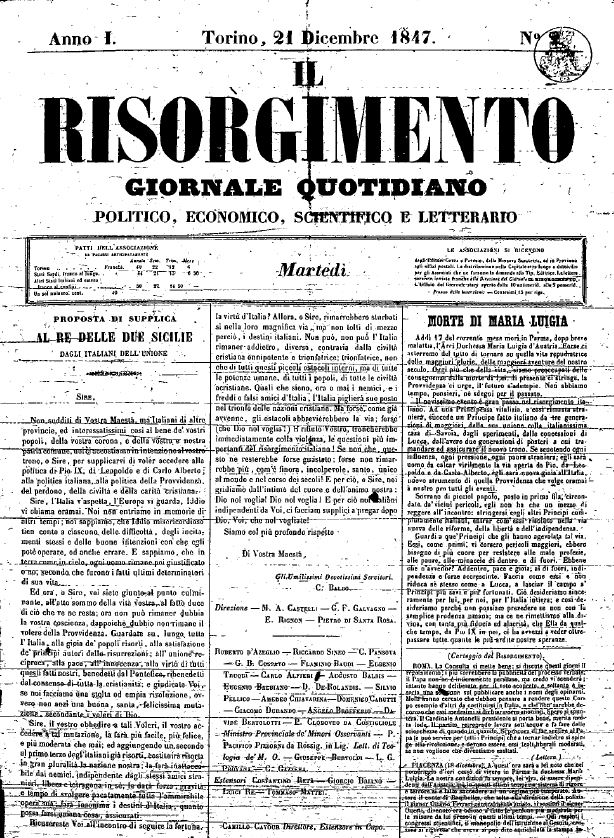
『イル＝リソルジメント』創刊号の表紙

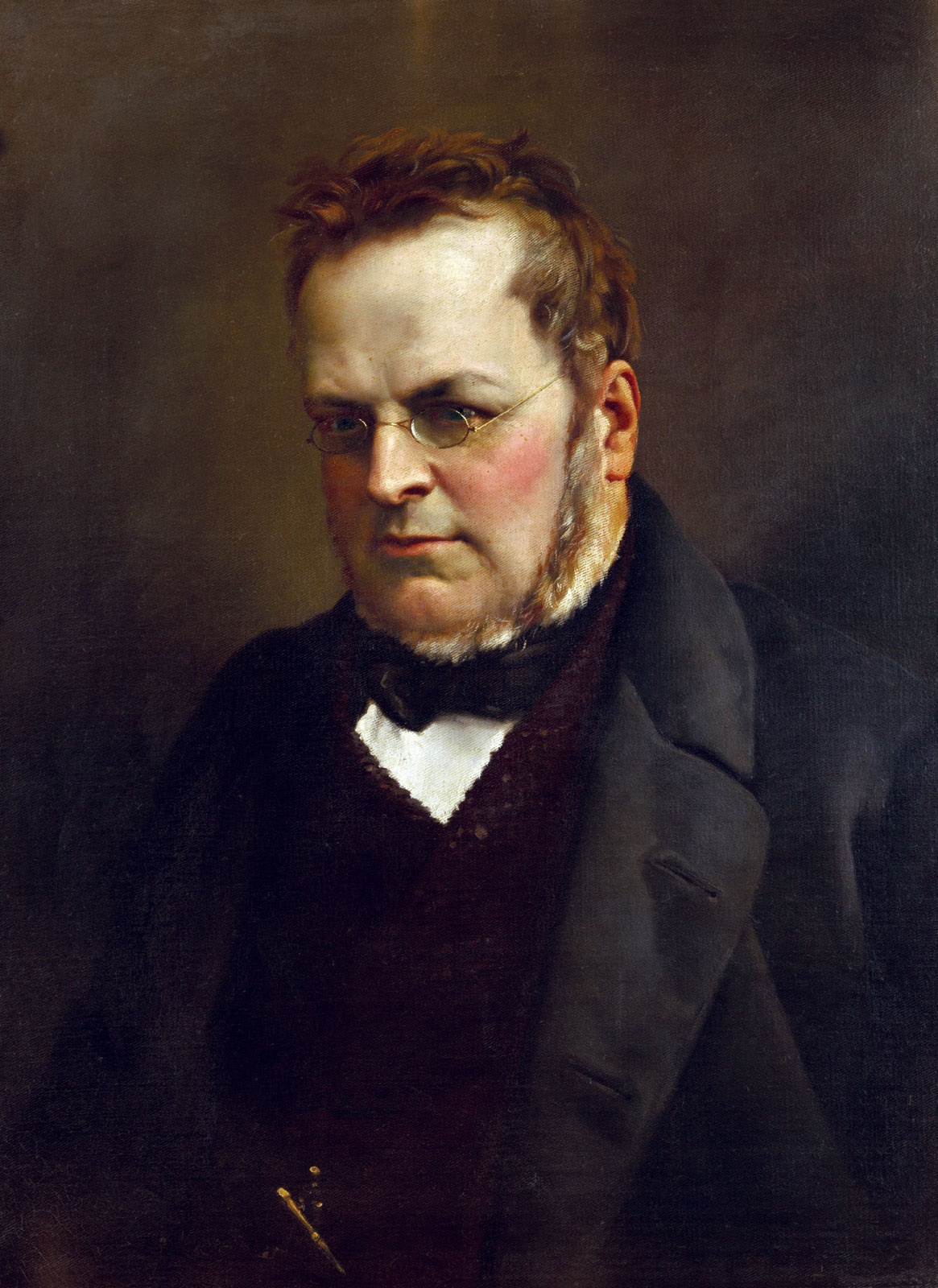
創刊者の一人カミッロ・カヴール

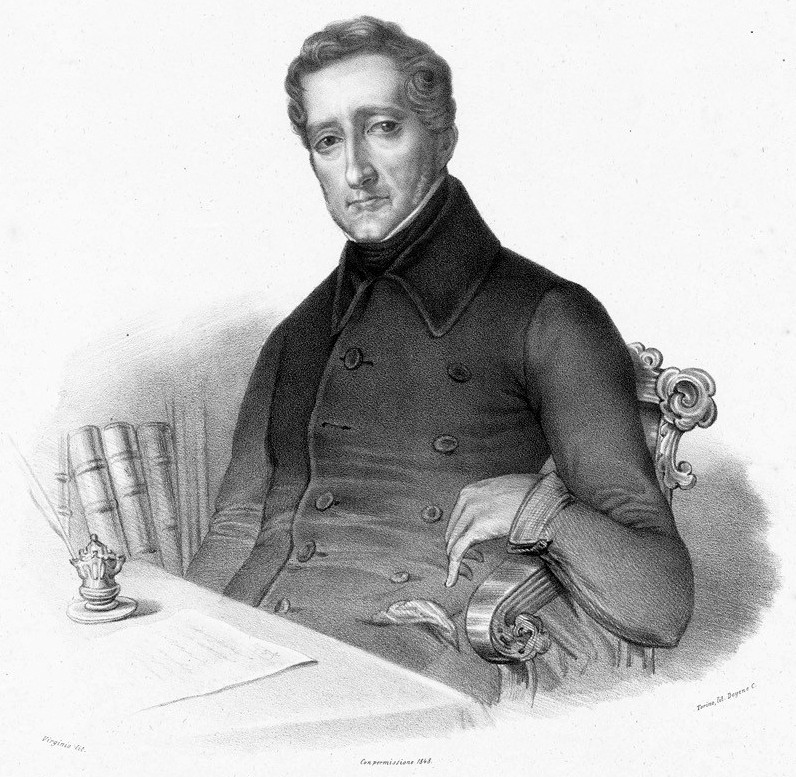
創刊者の一人チェザーレ・バルボ

### 背景
チェザーレ・バルボはイタリア統一を標榜しつつも王政や立憲君主制ではなく連邦制を支持したことから、サルデーニャ国王のカルロ・アルベルトと対立。また教皇庁がイタリア統一において最大の障壁となると論じたことから、教皇による統一と支配を望むネオグェルフ主義中心人物のヴィンチェンツォ・ジョベルティとも意見を異にした。その結果彼は政界を追われ、1821年から1847年にかけては作家・歴史家として活躍していた。
一方で、まだ30代後半と政治家として若く、リベラルなカトリック教徒として知られていたカミッロ・カヴールは、イタリア統一や立憲改革の必要性を社会に説くためメディアを活用した主張の展開を考えていた。そこで政界から離れていながらも穏健派の中心人物として未だ政治的な発言力を持ち、かつ執筆活動を展開するチェザーレ・バルボに接触した。

### 1847年‐1852年のシリーズ
1847年12月25日、カミッロ・カヴールとチェザーレ・バルボにより執筆された政治新聞「イル＝リソルジメント」の創刊号が発行された。これは憲法の獲得を急ぐ穏健派の動きの一つで、チェザーレ・バルボは穏健派の中心人物としてすでに世間で知られており、そのため彼が発行した新聞ということで創刊当初から一定の人気を博した。内容はおおむねサルデーニャ王国の方針の支持や穏健派思想の紹介、イタリア統一や憲法の必要性を説くものであり、その後のイタリア統一運動活発化に大きな役割を果たした。
政治新聞として社会的な影響力が増していくにつれ、次第に共同編集者は増えていった。ロベルト・タパレッリ・ダゼリオやピア・カルロ・ボッジョ、ミケランジェロ・カステッリなどがイタリア統一に貢献した主要なメンバーとして知られている。また、チェザーレ・バルボはサルデーニャ王国首相となり、カミッロ・カヴールは政界での影響力が増していく中で次第に民間的な活動であるイル＝リソルジメントとの関わりが無くなっていき、代わってルイージ・カルロ・ファニーニが当新聞を監督するようになった。
しかし1852年に一時的に廃刊される。

### 1856年‐1857年のシリーズ
1856年から1857年にかけての短い間、ピア・カルロ・ボッジョによってイル＝リソルジメントは復刊された。新聞の内容はサルデーニャ王国の近代化路線を支持するものであった。しかしかつてほどの話題性は無く、1857年3月31日、同じくイタリア統一に関する政治新聞である『L'Indipendente』と合併した。